# 名鉄ワ200形貨車
名鉄ワ200形貨車（めいてつワ200がたかしゃ）とは、かつて名古屋鉄道で運用されていた木造貨車（有蓋車）である。

## 概要
- 1941年（昭和16年）に明治から大正にかけて製造された旧・尾西鉄道の貨車で、車体更新をおこなっていない6 t - 8 t 積木造有蓋車13両を1形式としてまとめたものである。そのため、製造会社も日本車輌製造、鉄道車両製造所、名古屋電車製作所、松井自動車工作所などまちまちであり、寸法、自重、荷重なども異なる。
- 1944年（昭和19年）5月[1]、軍需輸送の増加による電車不足のため、4両（ワ204 - ワ207）を自社で付随車に改造、サ40形（サ41 - サ44）として竣工する。
- サ40形は1947年（昭和22年）[2]に貨車に再改造し、翌年に廃車となる[3]。
- 戦後は東部線、西部線、瀬戸線で運用され、一部は事故復旧車として新川工場、那加分工場、喜多山工場、小牧車庫などに配置された。1968年（昭和43年）に形式消滅となった。

### 番号対比
| 名鉄番号 | 旧尾西鉄道番号 | 付随車化後の番号 |
| -------- | -------------- | ---------------- |
| ワ201    | ワ36           |                  |
| ワ202    | ワ38           |                  |
| ワ203    | ワ31           |                  |
| ワ204    | ワ48           | サ41             |
| ワ205    | ワ62           | サ42             |
| ワ206    | ワ16           | サ43             |
| ワ207    | ワ15           | サ44             |
| ワ208    | ワ28           |                  |
| ワ209    | ワ29           |                  |
| ワ210    | ワ7            |                  |
| ワ211    | ワ11           |                  |
| ワ212    | ワ6            |                  |
| ワ213    | ワ2            |                  |